# Кевін Берл
Кевін Берл (англ. Kevin Beurle, 19 січня 1956 — 29 травня 2009) — британський астроном і програміст, спеціалістом із систем космічної зйомки, який відіграв ключову роль у місії Кассіні — Гюйгенс до Сатурна та його супутників, в якій він був провідним програмістом.

## Кар'єра
Працював у Лондонському університеті королеви Марії.
Як учасник місії Кассіні — Гюйгенс в 2004 році став співвідкривачем супутника Сатурна Паллени.

## Особисте життя
У Берла була одна дочка Ангарад (нар. 1983 році). Він був захоплювався підводним плаванням. Він розпочав офіційне навчання з дайвінгу в 1997 році та дійшов до рівня штатного інструктора PADI. Він також був захоплювався альпінізмом і лижами.
У 2005 році Берл був у потязі під час невдалих вибухів у Лондоні 21 липня 2005 року.

## Смерть
Берл загинув 29 травня 2009 року, коли повітряна куля, на якій він летів, зіткнулася з іншою і впала з висоти 50 м на землю невдовзі після зльоту в Каппадокії в Туреччині. Він став єдиним загиблим в цій аварії, хоча інші отримали серйозні та, в одному випадку, критичні травми.